# André Sweert
André Sweert (Court-Saint-Étienne, 2 maart 1921 - 10 oktober 1995) was een Belgisch senator.

## Levensloop
Sweert werd beroepshalve leraar en later onderdirecteur aan het Instituut van Kunsten en Beroepen in Nijvel.  
Hij werd lid van de PSB en werd voor deze partij in 1952 verkozen tot gemeenteraadslid van Court-Saint-Étienne, waar hij van 1953 tot 1957 schepen was. In 1957 verhuisde hij naar Nijvel en was er van 1959 tot 1974 lid van de Commissie voor Openbare Onderstand. In 1970 werd hij verkozen tot gemeenteraadslid van Nijvel en bleef dit tot in 1988.
Tevens werd hij als adjunct-kabinetschef werkzaam bij meerdere socialistische ministers zoals André Cools en Edmond Leburton. Vervolgens zetelde hij in de Belgische Senaat: van 1974 tot 1977 was hij er provinciaal senator voor Brabant en van 1977 tot 1985 gecoöpteerd senator. Hierdoor zetelde hij automatisch in de Cultuurraad voor de Franse Cultuurgemeenschap (1974-1980) en in de Waalse Gewestraad en de Raad van de Franse Gemeenschap (1980-1981).